# Qalidurut
Qalidurut là vua của vương quốc Makuria vào thế kỷ thứ 7. Ông chủ yếu được biết đến với những chiến thắng trước Nhà Rashidun trong trận Dongola lần thứ nhất và thứ hai.

## Trị vì
Rất ít thông tin được biết về Qalidurut. Nhà vua được nhắc đến lần đầu tiên trong các nguồn Ả Rập. Sau chiến thắng trước Abdallah ibn Sa'd trong trận chiến Dongola lần thứ hai, ông đã ký kết hiệp ước Baqt để giữ gìn hòa bình giữa Makuria và Nhà Rashidun, đồng thời điều chỉnh các mối quan hệ chính trị và kinh tế của Makuria với Rashidun trong 520 năm tiếp theo. Sau khi hiệp ước được ký kết Qalidurut và con trai của ông là Zacharias đã xây dựng lại một nhà thờ lớn ở Dongola, vốn bị phá hủy trong chiến tranh. Ông cũng xây dựng một tòa nhà hình thánh giá trong thành phố để tưởng nhớ những người bảo vệ Dongola. Thành phố Dongola trải qua thời kỳ thịnh vượng dưới triều đại của họ.